# Bosquerola emmascarada capgrisa
La bosquerola emmascarada capgrisa (Geothlypis poliocephala) és un ocell de la família dels parúlids (Parulidae).

## Hàbitat i distribució
Habita zones amb herba i matolls de les terres baixes de ambdues vessants d'Amèrica Central, des del nord de Sinaloa i Tamaulipas cap al sud fins l'oest de Panamà.